# Maurice Richard
Joseph-Henri Maurice „Rocket“ Richard PC CC OQ, (* 4. August 1921 in Montréal, Québec; † 27. Mai 2000 ebenda) war ein kanadischer Eishockeyspieler und -trainer, der von 1942 bis 1960 für die Montréal Canadiens in der National Hockey League spielte.

## Karriere
Zusammen mit dem Center Elmer Lach und dem Linksaußen Hector „Toe“ Blake bildete er die seinerzeit berühmte „Punch Line“.
Maurice Richard war der erste Spieler in der NHL, der 50 Tore in einer Saison erzielte (1944/45) und der als Erster mehr als 500 Tore in seiner Karriere erzielte. Richard gewann achtmal den Stanley Cup mit Montréal, wurde achtmal in das erste All-Star Team und sechsmal in das zweite All-Star-Team gewählt und spielte in jedem NHL All-Star Game von 1947 bis 1959. Der rechte Flügelstürmer gewann 1947 die Hart Memorial Trophy und ist immer noch der beste Torschütze in der Geschichte der Montréal Canadiens.
Im März 1955 wurde er im Spiel gegen die Boston Bruins von Hal Laycoe auf den Kopf geschlagen und schlug mit dem Stock zurück. Als der Linienrichter Cliff Thompson die Schlägerei unterbinden wollte, schlug Richard diesen ebenfalls. Richard wurde daraufhin für die restlichen Spiele der regulären Saison und die kompletten Playoffs gesperrt und das zu einem Zeitpunkt, als er Topscorer der Liga war. Hal Laycoe, der den gesamten Vorfall erst ausgelöst hatte, wurde nicht bestraft. Dieser Vorfall war wohl auch eine der Ursachen der Stillen Revolution in Québec. 
1961 wurde Richard in die Hockey Hall of Fame aufgenommen. In der World Hockey Association trainierte er die Québec Nordiques für ein Spiel in deren erster Saison 1972/73.
Die 1962 eröffnete Sport- und Konzerthalle Aréna Maurice-Richard in Quebec trägt seinen Namen. Seit 1999 wird die nach ihm benannte Maurice Richard Trophy an den NHL-Spieler verliehen, der in der regulären Saison die meisten Tore erzielt. Richard liegt auf dem Friedhof Notre-Dame-des-Neiges in Montreal begraben.

## Karrierestatistik
(Legende zur Spielerstatistik: Sp oder GP = absolvierte Spiele; T oder G = erzielte Tore; V oder A = erzielte Assists; Pkt oder Pts = erzielte Scorerpunkte; SM oder PIM = erhaltene Strafminuten; +/− = Plus/Minus-Bilanz; PP = erzielte Überzahltore; SH = erzielte Unterzahltore; GW = erzielte Siegtore; 1 Play-downs/Relegation; Kursiv: Statistik nicht vollständig)

## Erfolge und Auszeichnungen
- 1944 Stanley-Cup-Gewinn mit den Montréal Canadiens
- 1944 NHL Second All-Star Team
- 1945 Bester Torschütze der NHL
- 1945 NHL First All-Star Team
- 1946 Stanley-Cup-Gewinn mit den Montréal Canadiens
- 1946 NHL First All-Star Team
- 1947 NHL All-Star Game
- 1947 Bester Torschütze der NHL
- 1947 Hart Memorial Trophy
- 1947 NHL First All-Star Team
- 1948 NHL All-Star Game
- 1948 NHL First All-Star Team
- 1949 NHL All-Star Game
- 1949 NHL First All-Star Team
- 1950 NHL All-Star Game
- 1950 Bester Torschütze der NHL
- 1950 NHL First All-Star Team
- 1951 NHL All-Star Game
- 1951 NHL Second All-Star Team
- 1952 NHL All-Star Game
- 1952 NHL Second All-Star Team
- 1953 NHL All-Star Game
- 1953 Stanley-Cup-Gewinn mit den Montréal Canadiens
- 1953 NHL Second All-Star Team
- 1954 NHL All-Star Game
- 1954 Bester Torschütze der NHL
- 1954 NHL Second All-Star Team
- 1955 NHL All-Star Game
- 1955 Bester Torschütze der NHL
- 1955 NHL First All-Star Team
- 1956 NHL All-Star Game
- 1956 Stanley-Cup-Gewinn mit den Montréal Canadiens
- 1956 NHL First All-Star Team
- 1957 NHL All-Star Game
- 1957 Stanley-Cup-Gewinn mit den Montréal Canadiens
- 1957 NHL Second All-Star Team
- 1958 NHL All-Star Game
- 1958 Stanley-Cup-Gewinn mit den Montréal Canadiens
- 1959 NHL All-Star Game
- 1959 Stanley-Cup-Gewinn mit den Montréal Canadiens
- 1960 Stanley-Cup-Gewinn mit den Montréal Canadiens

### Sonstige
- 1952 Lionel Conacher Award
- 1957 Lionel Conacher Award
- 1957 Lou Marsh Trophy
- 1958 Lionel Conacher Award
- 1961 Aufnahme in die Hockey Hall of Fame
- 1967 Officer des Order of Canada
- 1975 Aufnahme in die Canada’s Sports Hall of Fame
- 1985 Officier des Ordre national du Québec
- 1992 Aufnahme in den Kanadischen Kronrat
- 1998 Companion des Order of Canada
- 2000 Aufnahme in den Canada’s Walk of Fame

## Verfilmungen
- 1999: Maurice Richard: Histoire d’un Canadien (The Maurice Rocket Richard Story) Fernseh-Mini-Serie
- 2005: Maurice Richard (The Rocket)

Die dokumentarische Verfilmung von 1999 enthält auch Ausschnitte aus verschiedenen, rückblickenden Interviews, auch von Maurice Richard selber aus seinen letzten Lebensjahren.
Roy Dupuis stellt sowohl darin als auch im neueren, kanadischen Sportfilm die Rolle des jungen Maurice Richard dar.
Es werden sein dramatisches Leben und die Spannungen zwischen den verschiedensprachigen Bevölkerungsgruppen Kanadas vor etwa 50 Jahren gezeigt.